# Tenskwatawa
Tenskwatawa (doslova „Otevřené dveře“; leden 1775 – listopad 1836, Kansas City) byl náčelník a šaman severoamerického indiánského kmene Šóníů. Říkalo se mu také Šóníjský prorok či pouze Prorok. Byl mladším bratrem náčelníka Tecumseha.
Původně měl jméno Lalawethika (doslova „Ten co dělá hluk“ či „Chrastítko“). Tenskwatawa byl mestic a vyrůstal jako sirotek. Při loveckém neštěstí přišel o oko a propadl alkoholismu, čímž se stal předmětem posměchu. V roce 1805 se opil tak, že téměř zemřel. Po tomto zážitku prozřel, tvrdil, že navštívil „Pána dechu“ a uviděl „Nebe“, které je určeno těm, co žijí ctnostně a podle tradic. Postupně se stal významným duchovním vůdcem. Euroamerické osadníky považoval za potomky „Zlého ducha“ a nabádal indiány jejich kulturu a vliv zcela odmítnout.
Vytvořil se svými následovníky komunitu, která sídlila poblíž Greenville v západním Ohiu. V roce 1808 založili se svým bratrem Tecumsehem vesnici zvanou Prophetstown, která se nacházela severně od dnešního Lafayette v Indianě. Odtud se snažili vytvořit jakési panindiánské hnutí, které mělo bránit dalšímu pronikání bílé civilizace (reprezentované především USA, nikoliv kanadskými Brity) na západ. Když byl Tecumseh pryč, nařídil Tenskwatawa 7. listopadu 1811 předčasný útok indiánských bojovníků na americkou armádu, která se nacházela nedaleko Prophetstownu. Tato tzv. bitva u Tippecanoe trvala dvě hodiny a skončila rozhodnou porážkou indiánů a zničením jejich města. Prorok Tenskwatawa ztratil svůj vliv, stal se vyděděncem a odešel do Kanady. Po smrti Tecumseha v roce 1813 se odpor „jejich“ indiánů původně zorganizovaný oběma bratry definitivně rozpadl. Tenskwatawa zůstal v Kanadě více než 10 let, poté se vrátil do USA (1824) a pomáhal americké vládě s přesunem příslušníků kmene Šóníů do rezervací v Kansasu. Sám do rezervace rovněž odešel a jako polozapomenutý a nevlivný zde roku 1836 zemřel (v místě dnešního Kansas City).